# Anna Ottosson
Anna Ottosson (Östersund, 18 mei 1976) is een Zweeds voormalige alpineskiester. Ze nam driemaal deel aan de Olympische Winterspelen en behaalde hierbij een bronzen medaille.

## Carrière
Ottosson maakte haar wereldbekerdebuut in februari 1995 tijdens de reuzenslalom in Åre. Op 28 januari 1998 skiede Ottosson naar een eerste podiumplaats in een wereldbekerwedstrijd op de reuzenslalom in datzelfde Åre, waar ze derde werd. Een maand later nam Ottosson een eerste keer deel aan de Olympische Winterspelen. Ze eindigde zevende op de Olympische reuzenslalom en tiende op de slalom. Op 23 januari 2000 won Ottosson de reuzenslalom van de wereldbekerwedstrijd in Cortina d'Ampezzo.
In 2002 nam Ottosson opnieuw deel aan de Olympische Winterspelen. Ze eindigde dit keer 9e op de reuzenslalom en 13e op de slalom. Ook vier jaar later nam Ottosson deel aan de Olympische Winterspelen. Op de reuzenslalom behaalde ze de bronzen medaille achter Julia Mancuso en Tanja Poutiainen. Op de slalom werd ze 18e.
Samen met Patrik Järbyn, Jens Byggmark, Hans Olsson, Markus Larsson en Anja Pärson veroverde ze de zilveren medaille in de landenwedstrijd op de WK 2007.

## Resultaten

### Wereldkampioenschappen
| Jaar | Plaats                 | Resultaten                                     |
| ---- | ---------------------- | ---------------------------------------------- |
| 1999 | Vail                   | 10e Reuzenslalom 16e Slalom                    |
| 2001 | Sankt Anton am Arlberg | 9e Reuzenslalom DNF2 Slalom                    |
| 2003 | Sankt Moritz           | 5e Slalom 15e Reuzenslalom 17e Super G         |
| 2005 | Bormio                 | 12e Reuzenslalom DNF2 Slalom                   |
| 2007 | Åre                    | Landenwedstrijd · 7e Reuzenslalom · 16e Slalom |

### Olympische Spelen
| Jaar | Plaats         | Resultaten                 |
| ---- | -------------- | -------------------------- |
| 1998 | Nagano         | 7e Reuzenslalom 10e Slalom |
| 2002 | Salt Lake City | 9e Reuzenslalom 13e Slalom |
| 2006 | Turijn         | Reuzenslalom · 18e Slalom  |

### Wereldbeker
Eindklasseringen
| Seizoen   | Algm | SL  | RS  | SG  | SC  |
| --------- | ---- | --- | --- | --- | --- |
| 1995/1996 | 107e | -   | 53e | -   | -   |
| 1996/1997 | 92e  | -   | 41e | -   | -   |
| 1997/1998 | 35e  | 41e | 9e  | -   | -   |
| 1998/1999 | 25e  | 42e | 5e  | -   | -   |
| 1999/2000 | 20e  | 22e | 4e  | -   | -   |
| 2000/2001 | 43e  | 30e | 16e | -   | -   |
| 2001/2002 | 35e  | 32e | 10e | -   | -   |
| 2002/2003 | 18e  | 17e | 12e | 33e | -   |
| 2003/2004 | 20e  | 17e | 11e | -   | -   |
| 2004/2005 | 34e  | 30e | 13e | -   | -   |
| 2005/2006 | 18e  | 11e | 10e | -   | 12e |
| 2006/2007 | 15e  | 9e  | 6e  | 51e | 24e |

Wereldbekerzeges
| Datum           | Plaats            | Onderdeel    |
| --------------- | ----------------- | ------------ |
| 23 januari 2000 | Cortina d'Ampezzo | Reuzenslalom |